# Coriolis (cráter)

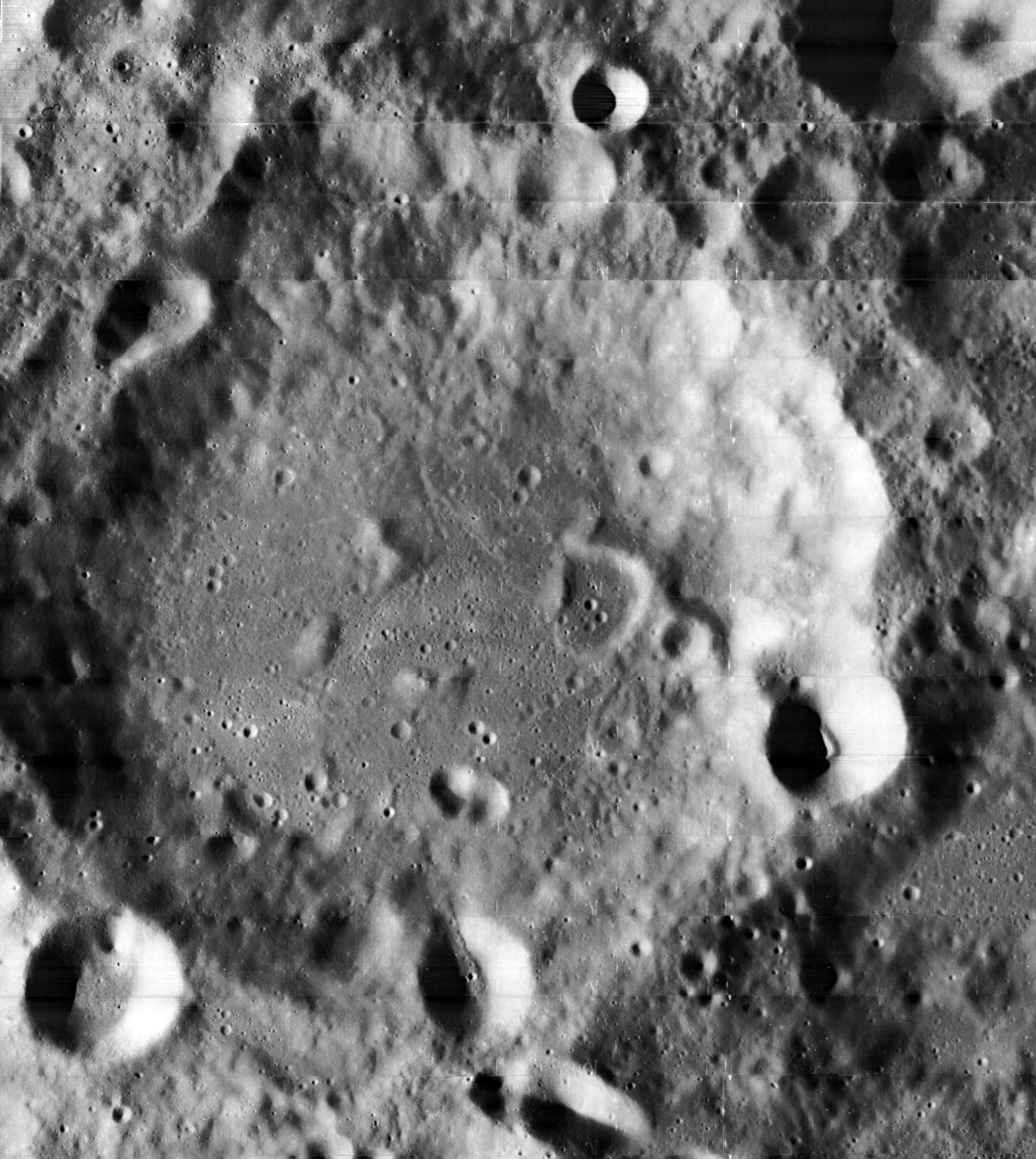
Imagen de la misión Lunar Orbiter 2

Coriolis es un cráter de impacto que se encuentra en la cara oculta de la Luna. El suelo del cráter es atravesado por el ecuador lunar, y se halla a unos tres diámetros de distancia al noroeste del cráter Daedalus.
El brocal de la formación aparece algo erosionado, con varios cráteres pequeños situados a lo largo del borde. El lado norte del borde muestra algunos daños, con un ligero abultamiento hacia afuera y una depresión adyacente. El suelo del interior tiene pequeños cráteres a lo largo de las paredes internas del este y del sur. También se sitúan algunas colinas bajas cerca de la parte media de la planta.

## Cráteres satélite
Por convención estos elementos son identificados en los mapas lunares poniendo la letra en el lado del punto medio del cráter que está más cerca de Coriolis.
|          | \| Coriolis \| Coordenadas \| Diámetro \| \| -------- \| ----------------------------- \| -------- \| \| C \| 1°54′N 173°18′E / 1.9, 173.3 \| 19 km \| \| G \| 0°00′N 174°42′E / 0.0, 174.7 \| 17 km \| \| H \| 0°30′S 174°12′E / -0.5, 174.2 \| 12 km \| \| L \| 1°54′S 172°42′E / -1.9, 172.7 \| 32 km \| \| M \| 1°24′S 171°42′E / -1.4, 171.7 \| 31 km \| \| S \| 0°06′N 169°42′E / 0.1, 169.7 \| 17 km \| \| W \| 3°06′N 168°00′E / 3.1, 168.0 \| 37 km \| \| Y \| 3°36′N 171°12′E / 3.6, 171.2 \| 31 km \| \| Z \| 4°12′N 171°30′E / 4.2, 171.5 \| 53 km \| |          |
|          | |          |
| Coriolis | Coordenadas | Diámetro |
| C        | 1°54′N 173°18′E / 1.9, 173.3 | 19 km    |
| G        | 0°00′N 174°42′E / 0.0, 174.7 | 17 km    |
| H        | 0°30′S 174°12′E / -0.5, 174.2 | 12 km    |
| L        | 1°54′S 172°42′E / -1.9, 172.7 | 32 km    |
| M        | 1°24′S 171°42′E / -1.4, 171.7 | 31 km    |
| S        | 0°06′N 169°42′E / 0.1, 169.7 | 17 km    |
| W        | 3°06′N 168°00′E / 3.1, 168.0 | 37 km    |
| Y        | 3°36′N 171°12′E / 3.6, 171.2 | 31 km    |
| Z        | 4°12′N 171°30′E / 4.2, 171.5 | 53 km    |